# Volta a Califòrnia 2011

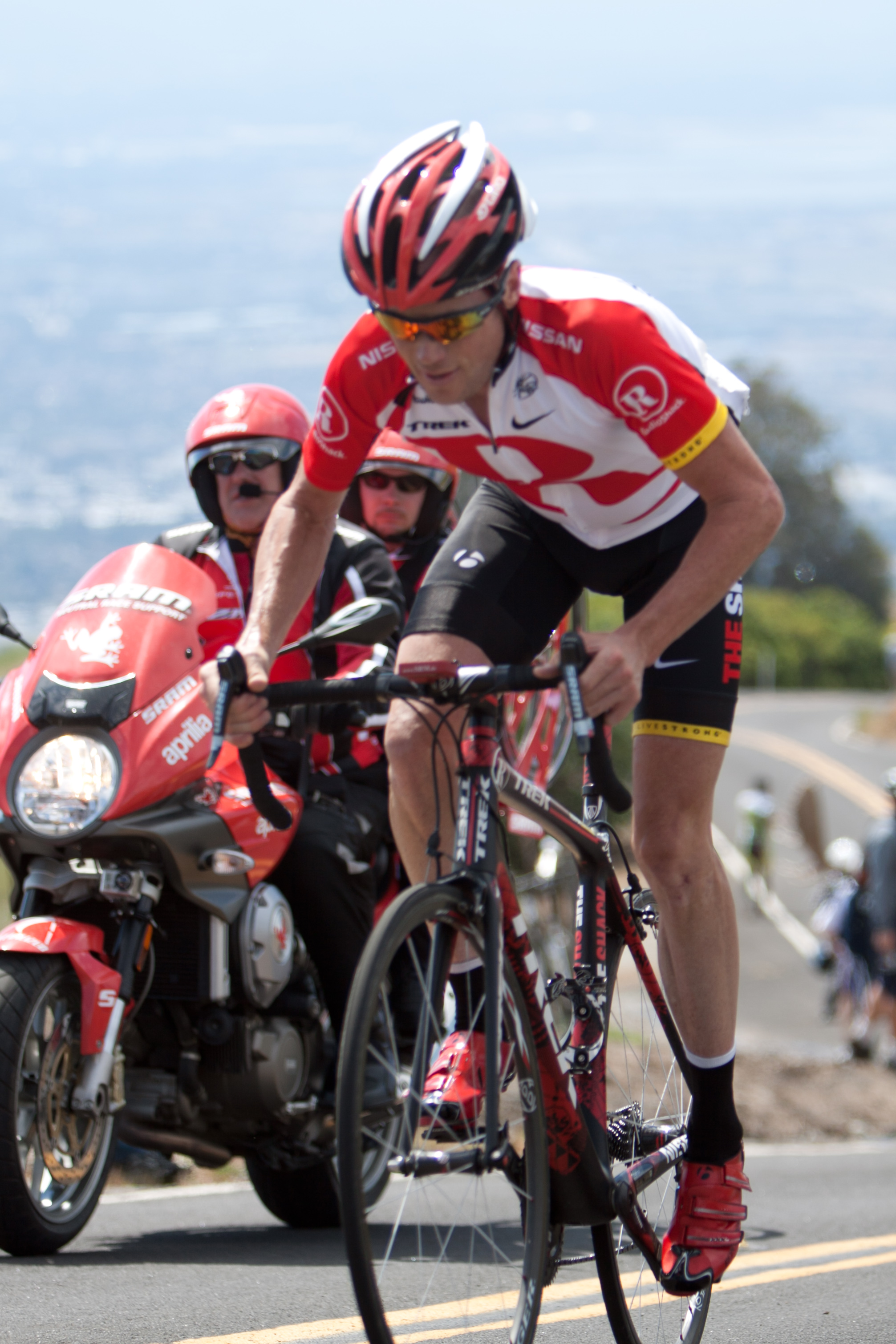
Christopher Horner, vencedor de la cursa

La Volta a Califòrnia 2011, sisena edició de la Volta a Califòrnia, es disputà entre el 15 i el 22 de maig de 2011. La cursa forma part de l'UCI America Tour 2011. Inicialment la cursa estava plantejada en 8 etapes, però la neu caiguda al voltant de South Lake Tahoe obligaren a suspendre la primera etapa i escurçar la segona.
La cursa fou guanyada per l'estatunidenc Chris Horner (Team RadioShack), que es vestí amb el mallot groc després de la seva victòria i la diferència aconseguida en la quarta etapa i que a partir d'aquell moment administrà fins al final de la cursa. Horner guanyà amb 38 segons per davant del seu company d'equip Levi Leipheimer i 2' 45" per davant Tom Danielson (Garmin-Cervélo), que completa el podi.
En les classificacions secundàries Pat McCarty (SpiderTech-C10) guanyà la muntanya, Peter Sagan (Liquigas) el mallot dels esprints, Tejay van Garderen (Team HTC-High Road) el mallot dels joves i el Garmin-Cervélo la classificació per equips.

## Equips participants
En aquesta edició hi prenen part 18 equips de 8 ciclistes cadascun: 9 equips ProTour, 4 equips continentals professionals i 5 equips continentals:
| Equips ProTour - BMC Racing Team - Garmin-Cervélo - Team HTC-High Road - Leopard Trek - Liquigas-Cannondale - Rabobank ProTeam - Saxo Bank-Sungard - Team RadioShack - Team Sky | Equips continentals professionals - Team NetApp - SpiderTech-Planet Energy - Team Type 1 - Unitedhealthcare | Equips continentals - Bissell - Team Jamis-Sutter Home - Jelly Belly-Kenda - Kelly Benefit Strategies - Kenda-Gear Grinder |

## Etapes
| Etapes | Data       | Recorregut                                           | km          | Vencedor etapa     | Líder general      |
| ------ | ---------- | ---------------------------------------------------- | ----------- | ------------------ | ------------------ |
| 1      | 15 de maig | South Lake Tahoe - Tahoe Resort                      | 191,0       | Etapa anul·lada    | Etapa anul·lada    |
| 2      | 16 de maig | Squaw Valley (desplaçada a Nevada City) - Sacramento | 214,3 122,8 | Ben Swift          | Ben Swift          |
| 3      | 17 de maig | Auburn - Modesto                                     | 196,1       | Gregory Henderson  | Gregory Henderson  |
| 4      | 18 de maig | Livermore - San José                                 | 131,6       | Christopher Horner | Christopher Horner |
| 5      | 19 de maig | Seaside - Paso Robles                                | 217,4       | Peter Sagan        | Christopher Horner |
| 6      | 20 de maig | Solvang (CRI)                                        | 24,1        | David Zabriskie    | Christopher Horner |
| 7      | 21 de maig | Claremont - Mount Baldy                              | 122         | Levi Leipheimer    | Christopher Horner |
| 8      | 22 de maig | Santa Clarita - Thousand Oaks                        | 132,4       | Matthew Goss       | Christopher Horner |

## Classificacions finals

### Classificació general
|    | Ciclista              | Equip              | Temps       |
| -- | --------------------- | ------------------ | ----------- |
| 1  | Christopher Horner    | Team RadioShack    | 23h 46' 41" |
| 2  | Levi Leipheimer       | Team RadioShack    | + 38"       |
| 3  | Tom Danielson         | Garmin-Cervélo     | + 2' 45"    |
| 4  | Christian Vande Velde | Garmin-Cervélo     | + 3' 18"    |
| 5  | Tejay Van Garderen    | Team HTC-High Road | + 3' 23"    |
| 6  | Laurens ten Dam       | Rabobank ProTeam   | + 3' 26"    |
| 7  | Rory Sutherland       | Unitedhealthcare   | + 4' 12"    |
| 8  | Andy Schleck          | Team Leopard Trek  | + 4' 33"    |
| 9  | Steve Morabito        | BMC Racing Team    | + 4' 50"    |
| 10 | Ryder Hesjedal        | Garmin-Cervélo     | + 6' 16"    |

### Classificacions secundàries
|             | Ciclista        | Equip               | Punts |
| ----------- | --------------- | ------------------- | ----- |
| Mallot verd | Peter Sagan     | Liquigas-Cannondale | 46    |
| 2           | Greg Henderson  | Team Sky            | 25    |
| 3           | Ben Swift       | Team Sky            | 25    |
| 4           | Matthew Goss    | Team HTC-High Road  | 25    |
| 5           | Juan José Haedo | Saxo Bank-Sungard   | 19    |

|                 | Ciclista                 | Equip                    | Punts |
| --------------- | ------------------------ | ------------------------ | ----- |
| Maillot vermell | Jonathan Patrick McCarty | SpiderTech-Planet Energy | 39    |
| 2               | Levi Leipheimer          | Team RadioShack          | 24    |
| 3               | Christopher Horner       | Team RadioShack          | 20    |
| 4               | Tom Danielson            | Garmin-Cervélo           | 12    |
| 5               | Andy Schleck             | Team Leopard Trek        | 12    |

|               | Ciclista           | Equip               | Temps       |
| ------------- | ------------------ | ------------------- | ----------- |
| Maillot blanc | Tejay van Garderen | Team HTC-High Road  | 23h 50' 04" |
| 2             | Andrew Talansky    | Garmin-Cervélo      | + 5' 58"    |
| 3             | Rafał Majka        | Saxo Bank-Sungard   | + 14' 20"   |
| 4             | Peter Sagan        | Liquigas-Cannondale | + 16' 46"   |
| 5             | Timothy Roe        | AG2R La Mondiale    | + 25' 29"   |

|   | Equip            | País          | Temps       |
| - | ---------------- | ------------- | ----------- |
| 1 | Garmin-Cervélo   | Estats Units  | 71h 29' 37" |
| 2 | Team RadioShack  | Estats Units  | + 1' 41"    |
| 3 | BMC Racing Team  | Estats Units  | + 13' 03"   |
| 4 | Rabobank ProTeam | Països Baixos | + 13' 34"   |
| 5 | Unitedhealthcare | Estats Units  | + 14' 27"   |

## Evolució de les classificacions
| Etapa (Vencedor)             | Classificació general | Classificació dels esprints | Classificació de la muntanya | Classificació dels joves | Classificació per equips | Combativitat       |
| ---------------------------- | --------------------- | --------------------------- | ---------------------------- | ------------------------ | ------------------------ | ------------------ |
| Etapa 1 (Etapa anul·lada)    | No n'hi ha            | No n'hi ha                  | No n'hi ha                   | No n'hi ha               | No n'hi ha               | No n'hi ha         |
| Etapa 2 (Ben Swift)          | Ben Swift             | Ben Swift                   | No n'hi ha                   | Peter Sagan              | Team Sky                 | Jamey Driscoll     |
| Etapa 3 (Gregory Henderson)  | Gregory Henderson     | Peter Sagan                 | No n'hi ha                   | Peter Sagan              | Team Sky                 | Jan Barta          |
| Etapa 4 (Christopher Horner) | Christopher Horner    | Peter Sagan                 | Jonathan Patrick McCarty     | Andrew Talansky          | Garmin-Cervelo           | Ryder Hesjedal     |
| Etapa 5 (Peter Sagan)        | Christopher Horner    | Peter Sagan                 | Jonathan Patrick McCarty     | Tejay van Garderen       | Garmin-Cervelo           | Óscar Freire       |
| Etapa 6 (David Zabriskie)    | Christopher Horner    | Peter Sagan                 | Jonathan Patrick McCarty     | Tejay van Garderen       | Garmin-Cervelo           | Tejay van Garderen |
| Etapa 7 (Levi Leipheimer)    | Christopher Horner    | Peter Sagan                 | Jonathan Patrick McCarty     | Tejay van Garderen       | Garmin-Cervelo           | Alexander Efimkin  |
| Etapa 8 (Matthew Goss)       | Christopher Horner    | Peter Sagan                 | Jonathan Patrick McCarty     | Tejay van Garderen       | Garmin-Cervelo           | Jan Barta          |
| Classificacions finals       | Christopher Horner    | Peter Sagan                 | Jonathan Patrick McCarty     | Tejay van Garderen       | Garmin-Cervelo           |                    |